# St Briavels
St Briavels è un villaggio e parrocchia civile dell'Inghilterra, appartenente alla contea del Gloucestershire.